# Centro Comercial Agaña
El Centro Comercial Agaña (en inglés: Agana Shopping Center) es un centro comercial ubicado en el centro de Agaña, en el territorio de Guam que pertenece a Estados Unidos. Abierto en 1978, el centro comercial es uno de los numerosos centros comerciales en Guam. Entre sus principales competidores encontramos el Micronesia Mall, el centro comercial más grande de Guam, y el Guam Premier Outlets en Tamuning. El centro comercial cuenta con cinco teatros llamados Agana Center Stadium Theatres.